# Zirah-Bouk
Der Zirah-Bouk  ist ein Dolch aus Indien und Persien, der als Panzerstecher verwendet wurde.

## Beschreibung
Der Zirah-Bouk hat eine zweischneidige, am Ort leicht gebogene, starke Klinge. Die Klinge ist am Heft glatt, ohne Mittelgrat oder Hohlschliff. Im Ortbereich ist die Klinge im Querschnitt diamantförmig und verstärkt gearbeitet. Die Klingen bestehen oft aus Wootz-Stahl (Gussdamaszener). Der Ort ist so geformt, dass man mit ihm Kettenhemden leicht durchstoßen kann. Das Heft ist aus Metall oder Horn und oft mit indischen Mustern aus Silber- oder Goldeinlagen (koftgari) verziert. Einige Varianten des Zirah-Bouk sind in Vollmetallbauweise, aus einem Stück, gefertigt.